# Andrij Sydelnykow
Andrij Anatolijowytsch Sydelnykow (ukrainisch Андрій Анатолійович Сидельников; * 27. September 1967 in Rowenky, Ukrainische SSR) ist ein ehemaliger ukrainischer Fußballspieler.

## Karriere
Sydelnykow startete seine Karriere in der Sowjetunion bei Dnipro Dnipropetrowsk. Nach einem kurzen Gastspiel bei Dynamo Kiew kehrte er nach Dnipropetrowsk zurück. Dort wurde er zum Nationalspieler und absolvierte zwei Länderspiele. 1992 wechselte er nach Deutschland zum Bundesligisten SG Wattenscheid 09. In der Saison 1991/92 gab er sein Debüt in der Bundesliga für die Bochumer. Im Spiel gegen den FC Bayern München stand er über 90 Minuten das einzige Mal auf dem Platz, das Spiel wurde 2:5 verloren. 1995 verließ er Deutschland und wechselte nach Südkorea zu den Jeonnam Dragons. Auch dort konnte er sich nicht durchsetzen: Er absolvierte ein Spiel. Er ging zunächst nach Russland und spielte noch für ZSKA, seinen alten Verein Dnipro Dnipropetrowsk und den PFK Kəpəz in Aserbaidschan.